# U-419 (tàu ngầm Đức)
U-419 là một tàu ngầm tấn công  Lớp Type VII thuộc phân lớp Type VIIC được Hải quân Đức Quốc Xã chế tạo trong Chiến tranh Thế giới thứ hai. Nhập biên chế năm 1942, nó chỉ thực hiện được một chuyến tuần tra duy nhất và không đánh chìm được mục tiêu nào trước khi bị một máy bay ném bom B-24 Liberator của Không quân Hoàng gia Anh đánh chìm tại Bắc Đại Tây Dương vào ngày 8 tháng 10, 1943.

## Thiết kế và chế tạo

### Thiết kế

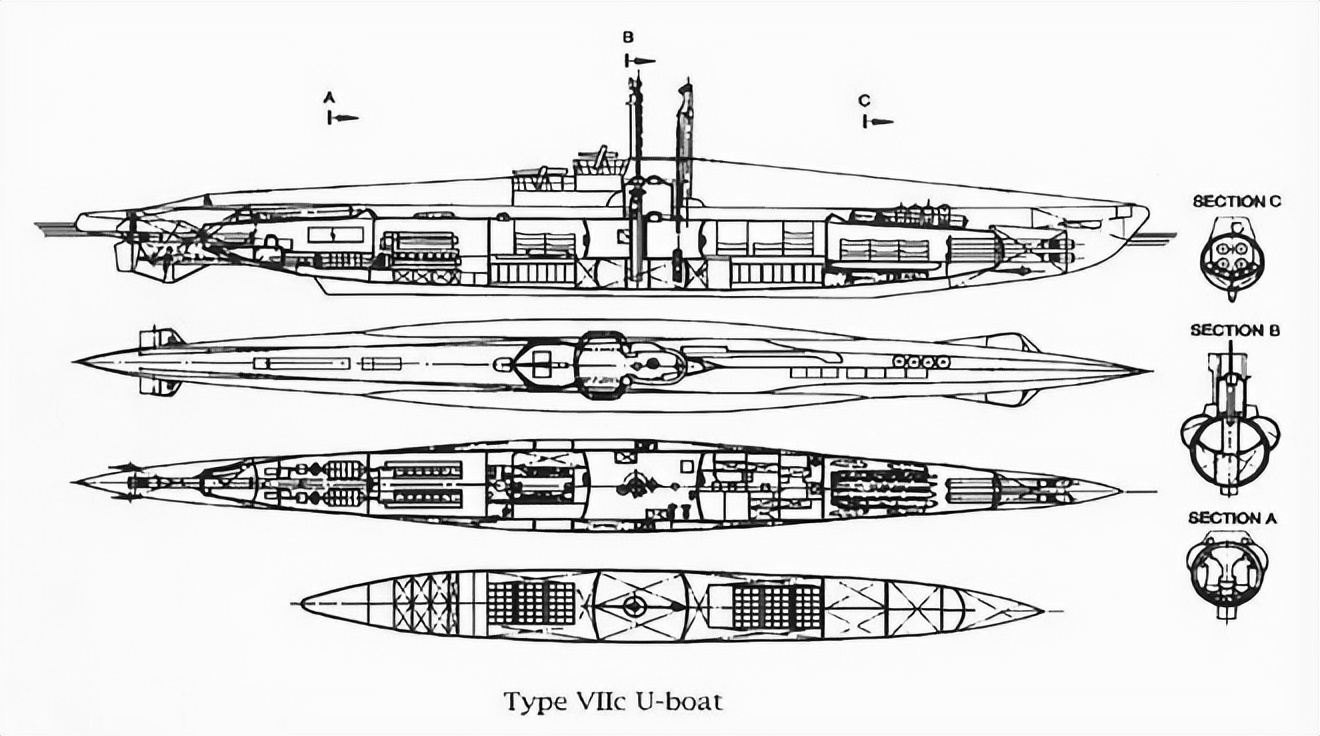
Sơ đồ các mặt cắt một tàu ngầm Type VIIC

Phân lớp VIIC của Tàu ngầm Type VII là một phiên bản VIIB được kéo dài thêm. Chúng có trọng lượng choán nước 769 t (757 tấn Anh) khi nổi và 871 t (857 tấn Anh) khi lặn). Con tàu có chiều dài chung 67,10 m (220 ft 2 in), lớp vỏ trong chịu áp lực dài 50,50 m (165 ft 8 in), mạn tàu rộng 6,20 m (20 ft 4 in), chiều cao 9,60 m (31 ft 6 in) và mớn nước 4,74 m (15 ft 7 in).
Chúng trang bị hai động cơ diesel Germaniawerft F46 siêu tăng áp 6-xy lanh 4 thì, tổng công suất 2.800–3.200 PS (2.100–2.400 kW; 2.800–3.200 bhp), dẫn động hai trục chân vịt đường kính 1,23 m (4,0 ft), cho phép đạt tốc độ tối đa 17,7 kn (32,8 km/h), và tầm hoạt động tối đa 8.500 nmi (15.700 km) khi đi tốc độ đường trường 10 kn (19 km/h). Khi đi ngầm dưới nước, chúng sử dụng hai động cơ/máy phát điện Garbe, Lahmeyer & Co. RP 137/c  tổng công suất 750 PS (550 kW; 740 shp). Tốc độ tối đa khi lặn là 7,6 kn (14,1 km/h), và tầm hoạt động 80 nmi (150 km) ở tốc độ 4 kn (7,4 km/h). Con tàu có khả năng lặn sâu đến 230 m (750 ft).
Vũ khí trang bị có năm ống phóng ngư lôi 53,3 cm (21 in), bao gồm bốn ống trước mũi và một ống phía đuôi, và mang theo tổng cộng 14 quả ngư lôi, hoặc tối đa 22 quả thủy lôi TMA, hoặc 33 quả TMB. Tàu ngầm Type VIIC bố trí một hải pháo 8,8 cm SK C/35 cùng một pháo phòng không 2 cm (0,79 in) trên boong tàu. Thủy thủ đoàn bao gồm 4 sĩ quan và 40-56 thủy thủ.

### Chế tạo
U-419 được đặt hàng vào ngày 20 tháng 1, 1941, và được đặt lườn tại xưởng tàu Danziger Werft ở Danzig (nay là Gdańsk thuộc Ba Lan) vào ngày 7 tháng 11, 1941. Nó được hạ thủy vào ngày 22 tháng 8, 1942, và nhập biên chế cùng Hải quân Đức Quốc Xã vào ngày 18 tháng 11, 1942 dưới quyền chỉ huy của Hạm trưởng, Trung úy Hải quân Dietrich Giersberg.

## Lịch sử hoạt động
Sau khi hoàn tất việc huấn luyện trong thành phần Chi hạm đội U-boat 8, U-419 được điều động sang Chi hạm đội U-boat 11 từ ngày 1 tháng 8, 1943 để hoạt động trên tuyến đầu. Nó di chuyển từ cảng Kiel, Đức đến cảng Bergen, Na Uy vào đầu tháng 9, rồi xuất phát từ đây vào ngày 13 tháng 9 cho chuyến tuần tra duy nhất trong chiến tranh. Chiếc tàu ngầm đã tiến ra Bắc Hải, rồi băng qua khe GI-UK giữa quần đảo Faroe và Iceland để vòng qua quần đảo Anh và tiến vào Đại Tây Dương.
Đến ngày 8 tháng 10, ở vị trí về phía Đông Nam mũi Farewell, Greenland, U-419  bị một máy bay ném bom B-24 Liberator thuộc Liên đội 86 Không quân Hoàng gia Anh thả mìn sâu tấn công, và bị đánh chìm tại tọa độ 56°31′B 27°05′T / 56,517°B 27,083°T. 48 thành viên thủy thủ đoàn của U-419 đã tử trận, và chỉ có một người duy nhất sống sót.

### "Bầy sói" tham gia
U-419 từng tham gia một bầy sói:
- Rossbach (24 tháng 9 – 8 tháng 10, 1943)